# Cube Escape
|  |  |  |  |
|  |  |  |  |
|  |  |  |  |

Cube Escape là một loạt các trò chơi thoát khỏi phòng siêu thực được phát triển bởi Studio game indie Rusty Lake. Được lấy cảm hứng từ Twin Peaks, series theo chân thám tử Dale Vandermeer và cuộc điều tra của ông về cái chết của Laura Vanderboom. Tính tới tháng 6 năm 2021, đã có mười trò chơi chính được phát hành trong series. Ngoài ra Cube Escape Collection, một bộ sưu tập của chín trò chơi đầu tiên của Cube Escape được phát hành vào tháng 10 năm 2020 trước khi Adobe Flash bị ngừng sử dụng.

## Gameplay (lối chơi)
Gameplay của Cube Escape bao gồm việc người chơi điều hướng phòng hình hộp bằng cách sử dụng các điều khiển trỏ và nhấp, đồng thời thu thập các vật phẩm và manh mối để trốn thoát.

## Các trò chơi
| Năm phát hành | Tựa đề                    |
| ------------- | ------------------------- |
| 2015          | Cube Escape: The Lake     |
| 2015          | Cube Escape: Seasons      |
| 2015          | Cube Escape: Arles        |
| 2015          | Cube Escape: Harvey's Box |
| 2015          | Cube Escape: Case 23      |
| 2015          | Cube Escape: The Mill     |
| 2016          | Cube Escape: Birthday     |
| 2016          | Cube Escape: Theatre      |
| 2017          | Cube Escape: The Cave     |
| 2018          | Cube Escape: Paradox      |
| 2020          | Cube Escape Collection    |

Một tựa game mới với tựa đề The Past Within dự kiến sẽ phát hành vào mùa thu năm 2022.
Ngoài ra còn có bốn trò chơi trả phí và một trò chơi khác có bối cảnh được đặt trong cùng một vũ trụ trò chơi.